# Aphanius chantrei
Aphanius chantrei е вид лъчеперка от семейство Cyprinodontidae. Видът е незастрашен от изчезване.

## Разпространение
Разпространен е в Турция.

## Описание
На дължина достигат до 7 cm.